# 引導
引導（いんどう）とは、仏語で、仏教の葬儀において、亡者を悟りの彼岸に導き済度するために、棺の前で導師が唱える教語（法語）、または教語を授ける行為を指す。
もとは、衆生を導き、仏道に引き入れ導くことという意味であるが、そこから転じて前述の意味として使われるようなった。

## 各宗派の特色
葬送儀礼において、どの部分を引導と称するのかは、宗派により違いがある。
- 真言宗 - 引導法がある。導師が引導法の次第に基づいて、秘印明（印）を授け、灌頂を行う。

- 浄土真宗 - 引導法はないが、臨終勤行（枕勤め）は行われる[4]。
- 禅宗 - 「引導法語」と呼び、導師が故人の徳を漢詩にして仏の世界にお導きする。大きな声で「喝」と叫ぶのが禅宗の特徴である。

- 引導して正法に入らしむ　『大日経疏』20仏典引用例